# Chesapeake (LV-116)
Pour les articles homonymes, voir Chesapeake.
L' United States lightship Chesapeake (LS-116/WAL-538/WLV-538), ou plus simplement Chesapeake (LV-116), est un ancien bateau-phare devenu navire musée appartenant au National Park Service et prêté sur 25 ans à la ville de Baltimore au Maryland, et est exploité par Historic Ships in Baltimore Museum. Classé National Historic Landmark (monument historique national), il fait partie d'un petit nombre de bateaux-phares préservés. 
Depuis 1820, plusieurs bateaux-phares ont servi à la station en baie de Chesapeake et ont été appelés Chesapeake. Les bateaux-phares étaient initialement lettrés au début des années 1800, mais ensuite numérotés car ils étaient souvent déplacés. Le nom peint sur le côté des bateaux-phares était le nom abrégé de la station de phare à laquelle ils étaient affectés et était l'aspect visuel diurne des nombreuses aides à la navigation à bord des bateaux-phares. L' United States Coast Guard a attribué de nouveaux numéros de coque à tous les navires-phares encore en service en avril 1950. Après cette date, le LV-116 était alors connu sous le nouveau numéro de coque des garde-côtes : WAL-538. En janvier 1965, la Garde côtière a encore modifié toutes les désignations de coque de bateau-phare de WAL à WLV, de sorte que Chesapeake est devenu WLV-538.
Chesapeake avait de nombreux systèmes pour maintenir sa position à travers la plupart des tempêtes. L'ancre principale de 2,300 kg était soutenue par une deuxième ancre de même poids fixée sur le côté du navire. La lumière principale de 30.000 candelas était également accompagnée d'une lampe secondaire et la balise de localisation radio disposait également d'un système de secours. À plus d'une occasion (en 1933, 1936 et 1962), la chaîne de l'ancre principale s'est cassée lors de violentes tempêtes et le navire a dû utiliser ses moteurs pour rester en place et jeter sa deuxième ancre.

## Historique
Le navire a été construit par Charleston Dry Dock & Machine Company (en) à Charleston, la quille a été posée le 6 février 1929, le navire a été lancé le 22 octobre 1930 et la livraison a eu lieu le 23 juin 1930. Il était l'un des six navires de la classe de navires-phares LS 100. La première affectation du LV-116 était la station Fenwick Shoal au large du côte du Delaware avec le nom de Fenwick (1930-1933). Puis il a ensuite été affecté à la station du phare de Chesapeake, à environ 17 milles au large de l'entrée de la baie de Chesapeake, avec le nom de Chesapeake (1933-1942). Le navire a également été absorbé par l'United States Coast Guard en 1939, de même que tous les navires de l' United States Lighthouse Service.
Le service dans les garde-côtes américains signifiait une baisse de salaire pour les marins à bord des bateaux-phares, ainsi que l'obligation pour l'équipage de passer les examens physiques de la garde-côte et de porter des uniformes. Cela signifiait aussi, cependant, de meilleurs approvisionnements et une meilleure formation pour l'équipage. Pendant la Seconde Guerre mondiale, le Chesapeake était basé à Sandwich, dans le Massachusetts, où il servait de navire de formation et de garde à l'entrée nord du canal du cap Cod et aidait à protéger l'important port de Boston. À la fin de la Seconde Guerre mondiale, il a été ramené à la station du phare de Chesapeake.
Dans les années 1960, avec l'introduction de bouées automatisées ainsi que de phares permanents, la flotte de bateaux-phares a été lentement mise en veilleuse. Chesapeake a quitté sa station à l'embouchure de la baie de Chesapeake en septembre 1965 lorsqu'il a été remplacé par une grande tour d'éclairage habitée semblable à une plate-forme pétrolière. Cette station était accessible par hélicoptère et était plus facile à entretenir qu'un bateau-phare. Finalement, la tour d'éclairage a été entièrement automatisée. 
Le dernier service du Chesapeake était à l'embouchure de la baie de la Delaware de 1966 à 1970 où il a été nommé Delaware. Une grande balise de bouée de 104 tonnes l'a remplacé à cette station en 1970. 

### Préservation
Après avoir quitté la baie de la Delaware, il a été amarré à Cape May dans le New Jersey jusqu'à sa mise hors service le 6 janvier 1971. 
Il a ensuite été transférée au National Park Service et utilisé comme navire de classe d'éducation à l'environnement jusqu'à ce qu'il soit remis à la ville de Baltimore en 1982. En 1988, Chesapeake fait partie du musée maritime de Baltimore, aujourd'hui le musée Historic Ships In Baltimore et est amarré au quai 3 dans le inner port de Baltimore. Il est ouvert à la visite après une entrée payante au Musée. Chesapeake a été inscrit au registre national des lieux historiques le 1er août 1980b et a été désigné monument historique national le 20 novembre 1989. Chesapeake et ses compagnons sont des éléments majeurs contribuant à la Baltimore National Heritage Area (en).
- Autre bateau-phare de la baie de Chesapeake : Portsmouth (LV-101)

## Galerie

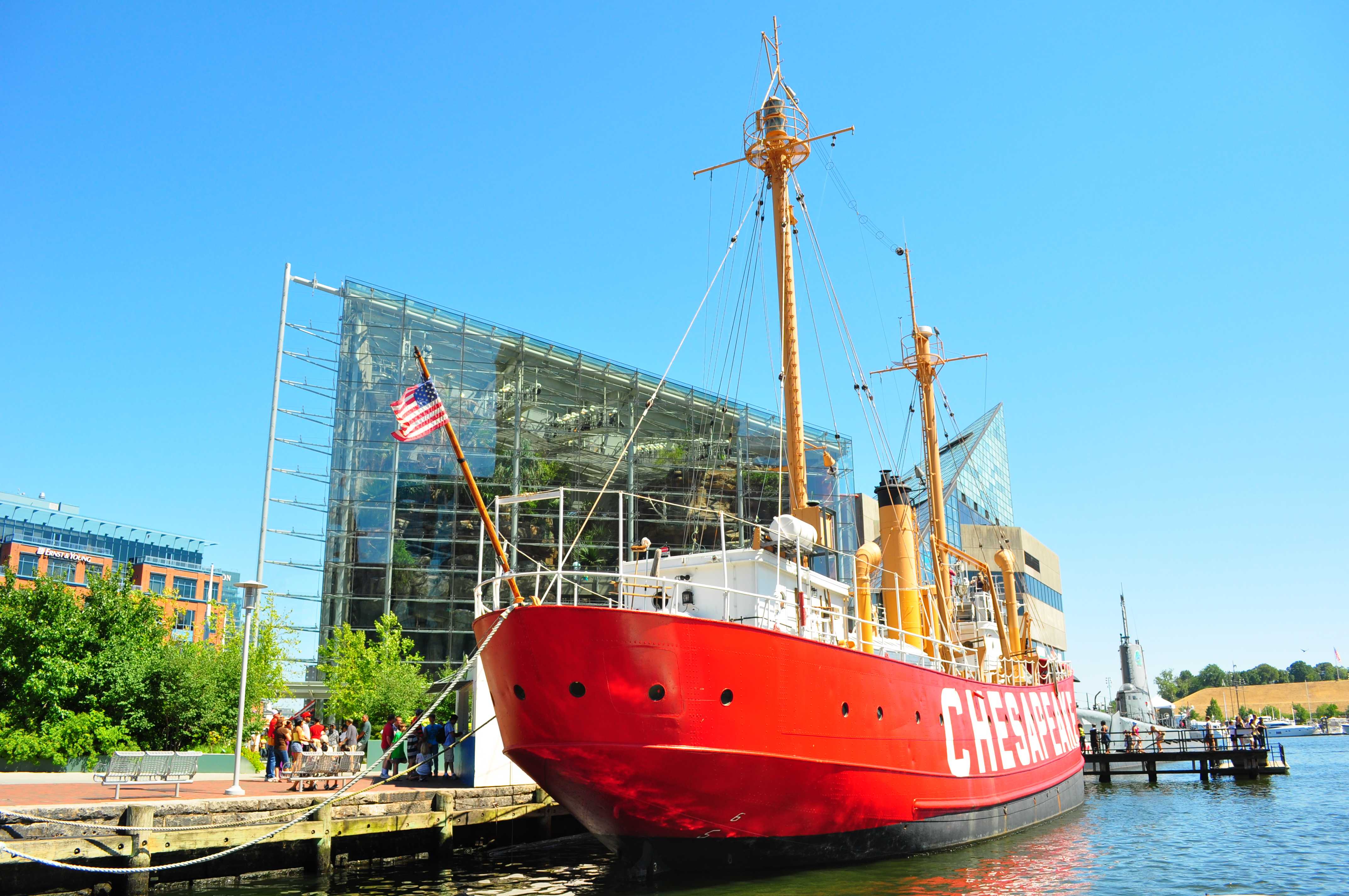
Chesapeake en 2010
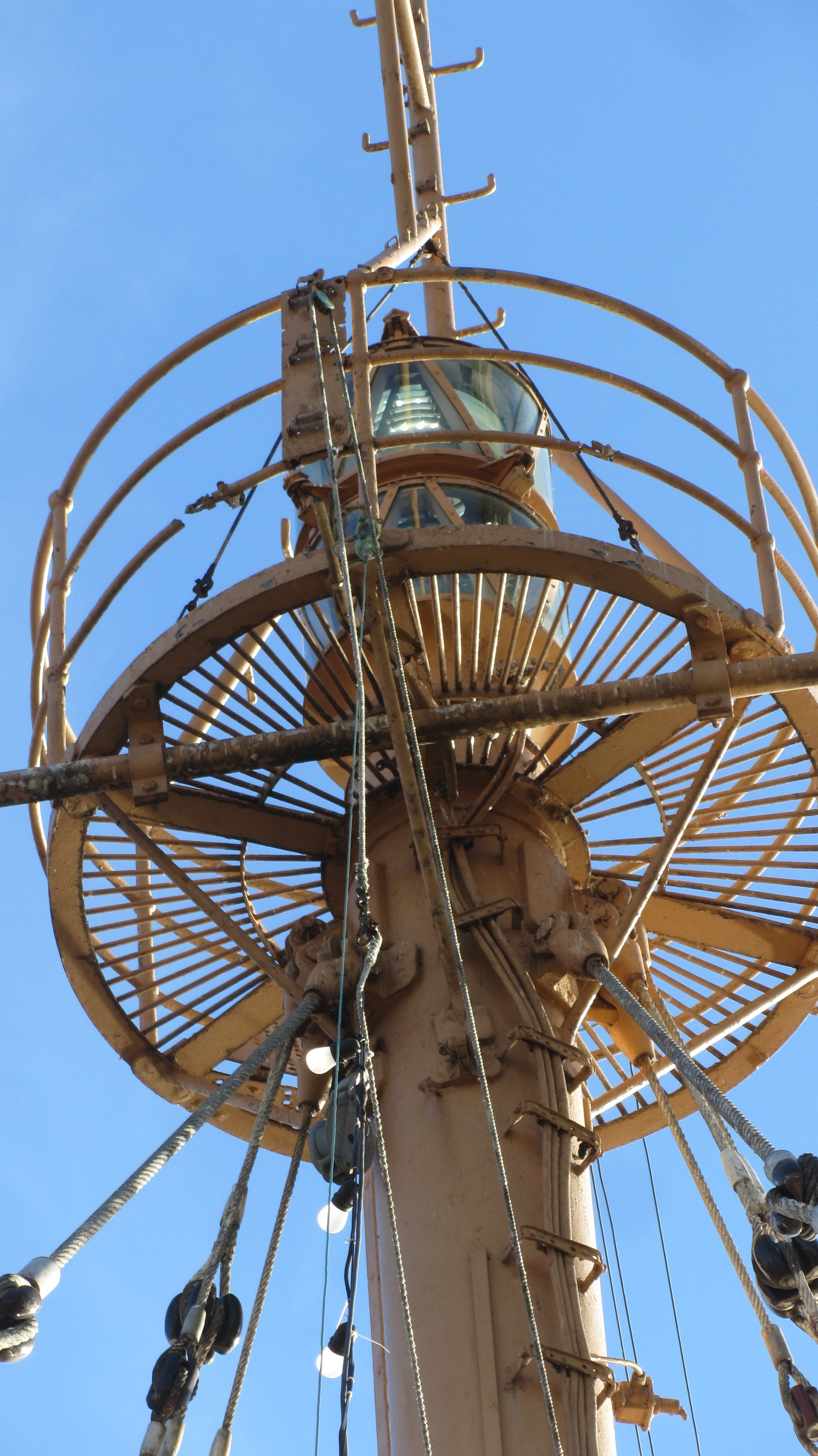
Balise du Chesapeake